# Molophilus nini
Molophilus nini är en tvåvingeart som beskrevs av Günther Theischinger 2000. Molophilus nini ingår i släktet Molophilus och familjen småharkrankar. Inga underarter finns listade i Catalogue of Life.